# Italo Calvino
Italo Calvino (1923–1985) là nhà văn hậu hiện đại người Ý.
Ông sinh tại Santiago de Las Vegas, Cuba ngày 15 tháng 10 năm 1923. Ông là con của hai nhà thực vật học Mario Calvino và Evelina Mameli (cháu của Goffredo Mameli) và em trai của Floriano Calvino, nhà địa chất học nổi tiếng. Khi còn trẻ, ông chuyển đến quê hương nước Ý và ở đấy gần suốt đời. Italo Calvino qua đời ngày 19 tháng 9 năm 1985. Năm 1976 ông được trao Giải quốc gia Áo cho Văn học châu Âu.

## Tác phẩm
- Con đường đến tổ nhện (Il sentiero dei nidi di ragno, 1947) tiểu thuyết
- Adam, một buổi chiều tà và những truyện khác (Adam, One Afternoon and Other Stories, 1949) tập truyện ngắn
- Bộ ba Tổ tiên của chúng ta
  - Tử tước chẻ đôi (Il visconte dimezzato, 1952)
  - Nam tước trên cây (Il barone rampante, 1956 - 1957)
  - Hiệp sĩ không hiện hữu (Il cavaliere inesistente, 1959)
- Truyện cổ Ý (Fiabe Italiane, 1956) bộ sưu tập truyện dân gian
- Lâu đài của những số phận trái ngược (Il castello dei destini incrociati, 1969) tiểu thuyết
- Những thành phố vô hình (Le città invisibili, 1972) tiểu thuyết
- Nếu một đêm đông có người lữ khách (Se una notte d'inverno un viaggiatore, 1979) tiểu thuyết
- Năng lực văn chương (Una pietra sopra: Discorsi di letteratura e società, 1980) tập tiểu luận phê bình
- Ngài Palomar (Palomar, 1983) tiểu thuyết
- Sáu bản ghi nhớ cho thiên niên kỷ tiếp theo (Lezioni Americaane: Sei proposte per il prossimo millennio, 1988) tập bài giảng
- Con đường đến San Giovanni (La strada di San Giovanni, 1990) tự truyện
- Những con số trong bóng tối (Prima che tu dica 'Pronto' , 1993) tập truyện ngắn
- Ẩn sĩ ở Paris (Eremita a Parigi. Pagine autobiografiche, 1994) tự truyện